# Blood Must Be Shed
Blood Must Be Shed är en EP med det norska black metal-bandet Zyklon-B, utgivet 1995 av skivbolaget Malicious Records. EP:n återutgavs 2004 av Blackend Records.

## Låtlista
1995-utgåvan
1. "Mental Orgasm" – 2:54
2. "Bloodsoil" – 2:25
3. "Warfare" – 5:35

Bonusspår på återutgåvan 2004
1. "Total Warfare (Sea Serpent Remix)" – 5:57

Text och musik spår 2: Faust (Bård Eithun)

## Medverkande
Musiker
- Frost (Kjetil-Vidar Haraldstad) – trummor
- Samoth (Tomas Haugen) – gitarr, basgitarr
- Ihsahn (Vegard Tveitan) – keyboard
- Aldrahn (Bjørn Dencker Gjerde) – sång